# 201HW
STREAM 201HW（ストリーム ニーマルイチエイチダブリュー）は、華為技術日本（ファーウェイ・ジャパン）によって開発された、ウィルコムの第3.9世代移動通信システム（AXGPとDC-HSDPAのデュアルモード）端末である。OSはAndroid 4.0を搭載している。

## 概要
SoftBank 201HWをウィルコムブランドにリモデルしたものがベースだが、仕様がやや異なっている（本端末には、オペレータロゴは入っていない）。
対応する料金プランはウィルコムプランLiteのみであり、ライトユーザ向けのスマートフォンという位置づけになっている。
なお、ベースモデルのSoftBank 201HWは、SIMロック解除機能があるが（ただし、SoftBank 201HW 3Gは、SIMロック解除非対応）、2013年11月25日時点ではウィルコムとしてSIMロック解除のサービス自体行っていない為こちらの機種の解除も不可。
同様の型番法則で発売された端末に、データ端末の007Z（SoftBank 007Zがベースモデル）がある。
2014年8月1日に「Y!mobile」へのブランド移行がなされた後も、「電話サービス（タイプ1）」契約に対応して販売継続されている。

## 歴史
- 2013年7月4日 - ウィルコムより発表。
- 2013年9月5日 - 発売開始[1]。